# توماس أرمسترونغ (سياسي)
توماس أرمسترونغ (بالإنجليزية: Thomas Armstrong)‏ هو سياسي أمريكي، ولد في 13 نوفمبر 1785، وتوفي في 2 يناير 1867. حزبياً، نشط في الحزب الديمقراطي. وقد انتخب عضو جمعية ولاية نيويورك وانتخب عضو مجلس ولاية نيويورك.